# 杨永杰 (香港)

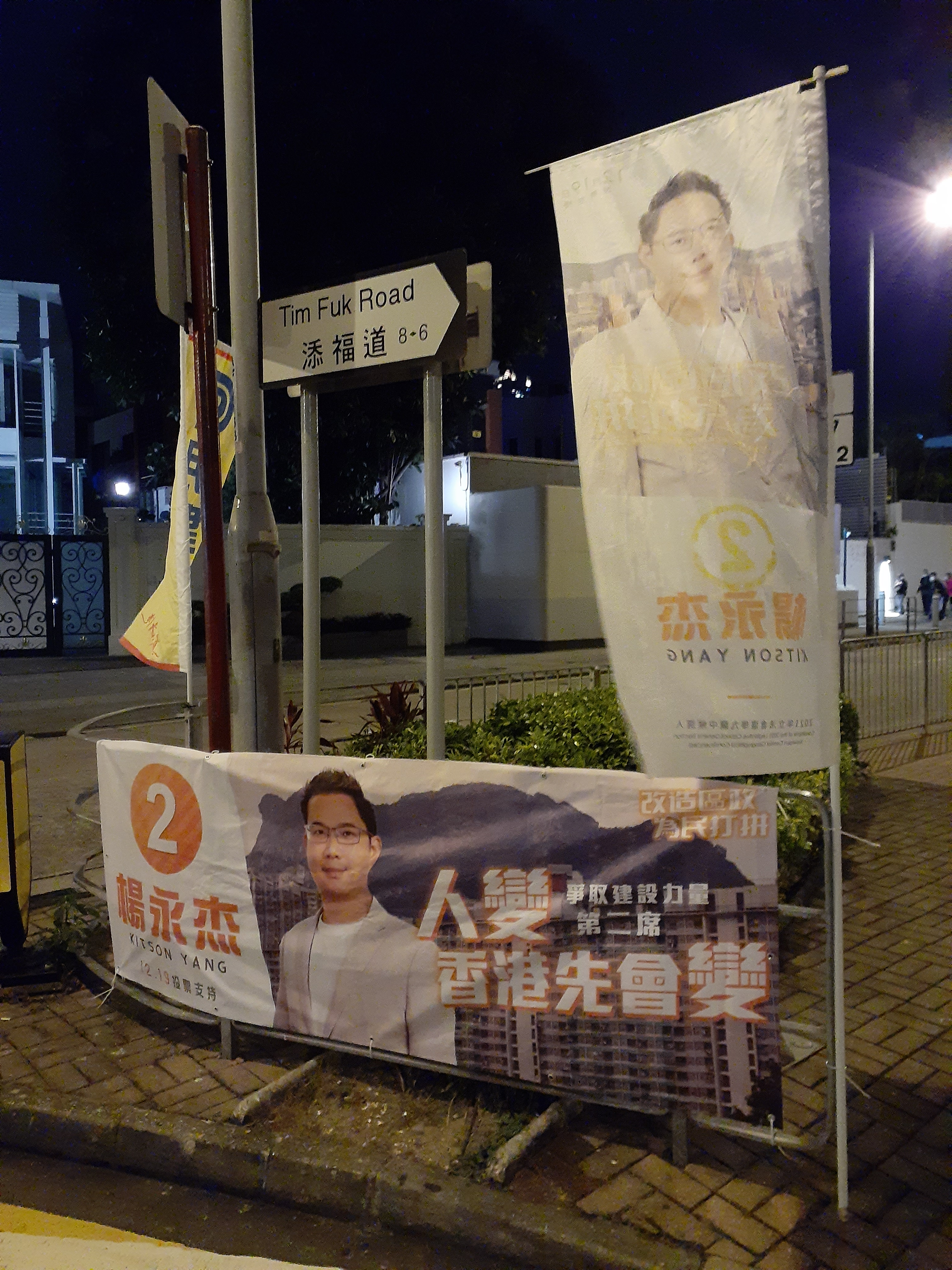
2021

楊永杰（英語：Yang Wing-kit Kitson，1982年4月16日—），香港建制派政治人物，現任香港立法會議員（九龍中），香港九龍城區議會樂民選區議員及前主席，在中國大陸出生新移民，1996年來港，最初協助家人擺檔做小販，2004年加入九龍城區居民聯會擔任幹事，2007年代表親中派出選九龍城區議會選舉樂民選區，中聯辦在該老牌公共屋邨大量投放資源和民建聯前任區議員鄧寶匡大力支持下，楊擊敗民主黨上屆議員候選人當選。他也是九龍社團聯會成員，曾經是西九新動力成員，於2018年年底退黨。此外，楊永杰是一名香港註冊教師。

## 政治經歷

### 2012年香港特首選舉
於2011年香港選舉委員會界別分組選舉中，杨永杰於區議會界別當選，並於2012年香港特首選舉曾經提名期後當選的梁振英參選。

### 退出西九新動力
楊永杰於2018年和鄭利明、丁健華等五名成員退出有份創立西九新動力。他坦言，退出是因不滿組織近年與經民聯越走越近，失去了當年代表獨立議員的取態。

### 第4任期（2020－2023年）
2019年香港區議會選舉，楊永杰以600票之差，擊敗泛民主派對手林正軒連任，令樂民成為極少數建制派議員選區。
及後，因應民主派大勝，民主派於九龍城區議會派出蕭亮聲、鄺葆賢競逐區議會正副主席，並分別當選。但楊永杰於選舉期間，忽然聲稱黃國桐有意選主席、「不甘敗予大專學歷的蕭亮聲」。即使在蕭亮聲當選後，楊又稱要提名黃國桐，冀保留選舉結果，要尋求法律意見，其後黃國桐明言自己無意出任區議會主席。
離開西九新動力後，杨永杰曾經和陳凱欣進行地區工作。

### 考慮參選2020年香港立法會選舉
2020年3月，楊永杰向《香港01》表示，積極考慮參選九龍西直選，並主攻所屬的九龍城區，他透露現時有約10名地區樁腳支持，有信心可取得最少3萬票當選。

### 2021年香港立法會選舉
2021年香港立法會選舉，楊永杰出戰地方選區九龍中，並以35,702票當選。他當選後與梁文廣、林素蔚及張欣宇組成「A4」聯盟。

## 爭議

### 反對啟德簡約公屋
2022年《施政報告》提出興建簡約公屋，以助解決長年輪候公屋的人士的困境，政府最初提出4幅位於新界的用地選址，被外間質疑若選址偏遠，基層亦不會入住，會有違政策原意，及後政府提出第二批4幅用地，當中3幅位於市區，包括啟德世運道興建約1萬伙簡約公屋的選址，隨即惹來楊永杰以及地區人士反對，楊永杰更指正向政府申請「不反對通知書」，計劃舉辦遊行集會反對啟德興建簡約公屋一事。然而公布後不足一日即撤回申請，解釋因局方已釋出善意，指局長願意與他落區一同視察其他代替選址。惟何永賢局長則澄清，表明不會考慮其他選址。在事件中，楊永杰又被爆出持有啟德物業。
2023年2月8日，立法會工務小組討論有關簡約公屋的議程，最終楊永杰僅投下棄權票，項目在未有議員反對下通過。

## 資料來源
1. ↑  .   [2021-12-21]. （原始内容存档于2021-12-21）.
2. ↑  .   [2025-05-05]. （原始内容存档于2022-02-13）.
3. ↑  . 堅料網. 2021-10-26  [2021-12-21]. （原始内容存档于2021-12-21）.
4. 1 2 3  彭焯煒. . 香港01. 2020-03-18  [2020-05-07]. （原始内容存档于2020-03-18）.
5. ↑  . 蘋果日報. 2012-02-24  [2020-05-07].[]
6. ↑  . 明報. 2020-01-09  [2020-05-07]. （原始内容存档于2020-06-29）.
7. ↑  . 明報. 2020-01-13  [2020-05-07].
8. ↑  . 2021年立法會換屆選舉.   [2024-10-03]. （原始内容存档于2021-12-20）.
9. ↑  . 香港01. 2022-06-15  [2024-10-03]. （原始内容存档于2024-11-30）.